# Izpeljana enota SI
Izpeljane enote SI so del mednarodnega sistema enot (SI - Système International d'Unités). Izpeljane so iz sedmih osnovnih enot SI. Enote, ki niso del sistema SI, lahko pretvorimo v enote SI (in obratno) na podlagi dogovora o enotah.

## Enote s posebnim imenom in oznako
| ime enote SI     | oznaka za enoto SI | fizikalna količina                                          | izražava z drugimi enotami                                        | izražava z osnovnimi enotami SI                                                               |
| ---------------- | ------------------ | ----------------------------------------------------------- | ----------------------------------------------------------------- | --------------------------------------------------------------------------------------------- |
| hertz            | Hz                 | frekvenca                                                   |                                                                   | {\displaystyle {\mbox{s}}^{-1}}                                                               |
| newton           | N                  | sila                                                        | {\displaystyle {\mbox{kg}}\cdot {\mbox{m}}\cdot {\mbox{s}}^{-2}}  |                                                                                               |
| pascal           | Pa                 | tlak, pritisk                                               | {\displaystyle {\mbox{N}}\cdot {\mbox{m}}^{-2}}                   | {\displaystyle {\mbox{kg}}\cdot {\mbox{m}}^{-1}\cdot {\mbox{s}}^{-2}}                         |
| joule            | J                  | energija, delo, toplota, entalpija                          | {\displaystyle {\mbox{N}}\cdot {\mbox{m}}}                        | {\displaystyle {\mbox{kg}}\cdot {\mbox{m}}^{2}\cdot {\mbox{s}}^{-2}}                          |
| vat              | W                  | moč                                                         | {\displaystyle {\mbox{J}}\cdot {\mbox{s}}^{-1}}                   |                                                                                               |
| coulomb          | C                  | električni naboj                                            | {\displaystyle {\mbox{A}}\cdot {\mbox{s}}}                        |                                                                                               |
| amper            | A                  | električni tok                                              |                                                                   |                                                                                               |
| volt             | V                  | električni potencial, električna napetost                   | {\displaystyle {\mbox{J}}\cdot {\mbox{C}}^{-1}}                   | {\displaystyle {\mbox{m}}^{2}\cdot {\mbox{kg}}\cdot {\mbox{s}}^{-3}\cdot {\mbox{A}}^{-1}}     |
| ohm              | Ω                  | električni upor (električna upornost), impedanca, reaktanca | {\displaystyle {\mbox{V}}\cdot {\mbox{A}}^{-1}}                   | {\displaystyle {\mbox{m}}^{2}\cdot {\mbox{kg}}\cdot {\mbox{s}}^{-3}\cdot {\mbox{A}}^{-2}}     |
| simens           | S                  | električna prevodnost                                       | {\displaystyle {\mbox{A}}\cdot {\mbox{V}}^{-1}}                   | {\displaystyle {\mbox{s}}^{3}\cdot {\mbox{A}}^{2}\cdot {\mbox{m}}^{-2}\cdot {\mbox{kg}}^{-1}} |
| farad            | F                  | kapacitivnost                                               | {\displaystyle {\mbox{C}}\cdot {\mbox{V}}^{-1}}                   | {\displaystyle {\mbox{s}}^{4}\cdot {\mbox{A}}^{2}\cdot {\mbox{m}}^{-2}\cdot {\mbox{kg}}^{-1}} |
| tesla            | T                  | gostota magnetnega pretoka                                  | {\displaystyle {\mbox{V}}\cdot {\mbox{s}}\cdot {\mbox{m}}^{-2}}   | {\displaystyle {\mbox{kg}}\cdot {\mbox{s}}^{-2}\cdot {\mbox{A}}^{-1}}                         |
| weber            | Wb                 | magnetni pretok                                             | {\displaystyle {\mbox{V}}\cdot {\mbox{s}}}                        | {\displaystyle {\mbox{m}}^{2}\cdot {\mbox{kg}}\cdot {\mbox{s}}^{-2}\cdot {\mbox{A}}^{-1}}     |
| henry            | H                  | induktivnost                                                | {\displaystyle {\mbox{V}}{\mbox{s}}\cdot {\mbox{A}}^{-1}}         | {\displaystyle {\mbox{m}}^{2}\cdot {\mbox{kg}}\cdot {\mbox{s}}^{-2}\cdot {\mbox{A}}^{-2}}     |
| stopinja Celzija | °C                 | temperatura                                                 |                                                                   |                                                                                               |
| radian           | rad                | ravninski kot                                               | 1                                                                 | {\displaystyle {\mbox{m}}\cdot {\mbox{m}}^{-1}}                                               |
| steradian        | sr                 | prostorski kot                                              | 1                                                                 | {\displaystyle {\mbox{m}}^{2}\cdot {\mbox{m}}^{-2}}                                           |
| lumen            | lm                 | svetlobni tok                                               | {\displaystyle {\mbox{cd}}\cdot {\mbox{sr}}}                      |                                                                                               |
| luks             | lx                 | osvetljenost                                                | {\displaystyle {\mbox{cd}}\cdot {\mbox{sr}}\cdot {\mbox{m}}^{-}2} |                                                                                               |
| becquerel        | Bq                 | aktivnost (radioaktivnega izotopa)                          |                                                                   | {\displaystyle {\mbox{s}}^{-1}}                                                               |
| gray             | Gy                 | absorbirana doza (ionizirajočega sevanja)                   | {\displaystyle {\mbox{J}}\cdot {\mbox{kg}}^{-1}}                  | {\displaystyle {\mbox{m}}^{2}\cdot {\mbox{s}}^{-2}}                                           |
| sievert          | Sv                 | ekvivalentna doza (ionizirajočega sevanja)                  | {\displaystyle {\mbox{J}}\cdot {\mbox{kg}}^{-1}}                  | {\displaystyle {\mbox{m}}^{2}\cdot {\mbox{s}}^{-2}}                                           |
| katal            | kat                | katalitična aktivnost                                       |                                                                   | {\displaystyle {\mbox{mol}}\cdot {\mbox{s}}^{-1}}                                             |

## Ostale količine in enote
| fizikalna količina                                                             | ime enote SI                 | oznaka za enoto SI   | izražava z drugimi enotami  |
| ------------------------------------------------------------------------------ | ---------------------------- | -------------------- | --------------------------- |
| površina                                                                       | kvadratni meter              | m2                   |                             |
| prostornina                                                                    | kubični meter                | m3                   |                             |
| hitrost                                                                        | meter na sekundo             | m · s−1              |                             |
| pospešek                                                                       | meter na kvadratno sekundo   | m · s−2              |                             |
| kotna hitrost                                                                  | radian na sekundo            | rad · s−1            | s−1                         |
| gibalna količina                                                               | kilogram meter na sekundo    | kg · m · s−1         |                             |
| kotna gibalna količina                                                         | kilogram radian na sekundo   | kg · rad · s−1       | kg · s−1                    |
| vrtilna količina                                                               | joule sekunda                | J · s                | kg · m2 · s−1               |
| navor sile                                                                     | newton meter                 | N · m                | m² · kg · s−2               |
| valovno število                                                                | meter na minus ena           | m−1                  |                             |
| specifična gostota                                                             | kilogram na kubični meter    | kg · m−3             |                             |
| specifična prostornina                                                         | kubični meter na kilogram    | m3 · kg−1            |                             |
| koncentracija                                                                  | mol na kubični meter         | mol · m−3            |                             |
| molski volumen                                                                 | kubični meter na mol         | m3 · mol−1           |                             |
| toplotna kapaciteta, entropija                                                 | joule na kelvin              | J · K−1              | m2 · kg · s−2 · K−1         |
| molarna toplotna kapaciteta, molarna entropija                                 | joule na kelvin mol          | J · K−1 · mol−1      | m2 · kg · s−2 · K−1 · mol−1 |
| specifična toplota, specifična entropija                                       | joule na kilogram kelvin     | J · K−1 · kg−1       | m2 · s−2 · K−1              |
| molarna energija                                                               | joule na mol                 | J · mol−1            | m2 · kg · s−2 · mol−1       |
| specifična energija, izparilna toplota, sublimacijska toplota, talilna toplota | joule na kilogram            | J · kg−1             | m2 · s−2                    |
| gostota energije                                                               | joule na kubični meter       | J · m−3              | m−1 · kg · s−2              |
| površinska napetost                                                            | newton na meter              | N · m−1 = J · m−2    | kg · s−2                    |
| gostota toplotnega toka                                                        | watt na kvadratni meter      | W · m−2              | kg · s−3                    |
| toplotna prevodnost                                                            | watt na meter kelvin         | W · m−1 · K−1        | m · kg · s−3 · K−1          |
| kinematična viskoznost, difuzijski koeficient                                  | kvadratni meter na sekundo   | m2 · s−1             |                             |
| dinamična viskoznost                                                           | pascal sekunda               | Pa · s = N · s · m−2 | m−1 · kg · s−1              |
| gostota električnega naboja                                                    | coulomb na kubični meter     | C · m−3              | m−3 · s · A                 |
| gostota električnega toka                                                      | amper na kvadratni meter     | A · m−2              |                             |
| električna prevodnost                                                          | siemens na meter             | S · m−1              | m−3 · kg−1 · s3 · A2        |
| molarna prevodnost                                                             | siemens kvadrat meter na mol | S · m² · mol−1       | kg−1 · mol−1 · s3 · A2      |
| dielektričnost                                                                 | farad na meter               | F · m−1              | m−3 · kg−1 · s4 · A2        |
| magnetna permeabilnost                                                         | henry na meter               | H · m−1              | m · kg · s−2 · A−2          |
| jakost električnega polja                                                      | volt na meter                | V · m−1              | m · kg · s−3 · A−1          |
| jakost magnetnega polja                                                        | amper na meter               | A · m−1              |                             |
| svetlost                                                                       | kandela na kvadratni meter   | cd · m−2             |                             |
| izpostavljenost (žarki X in gama)                                              | coulomb na kilogram          | C · kg−1             | kg−1 · s · A                |
| hitrost absorbirane doze (sevanja)                                             | gray na sekundo              | Gy · s−1             | m² · s−3                    |